# Fronwagplatz

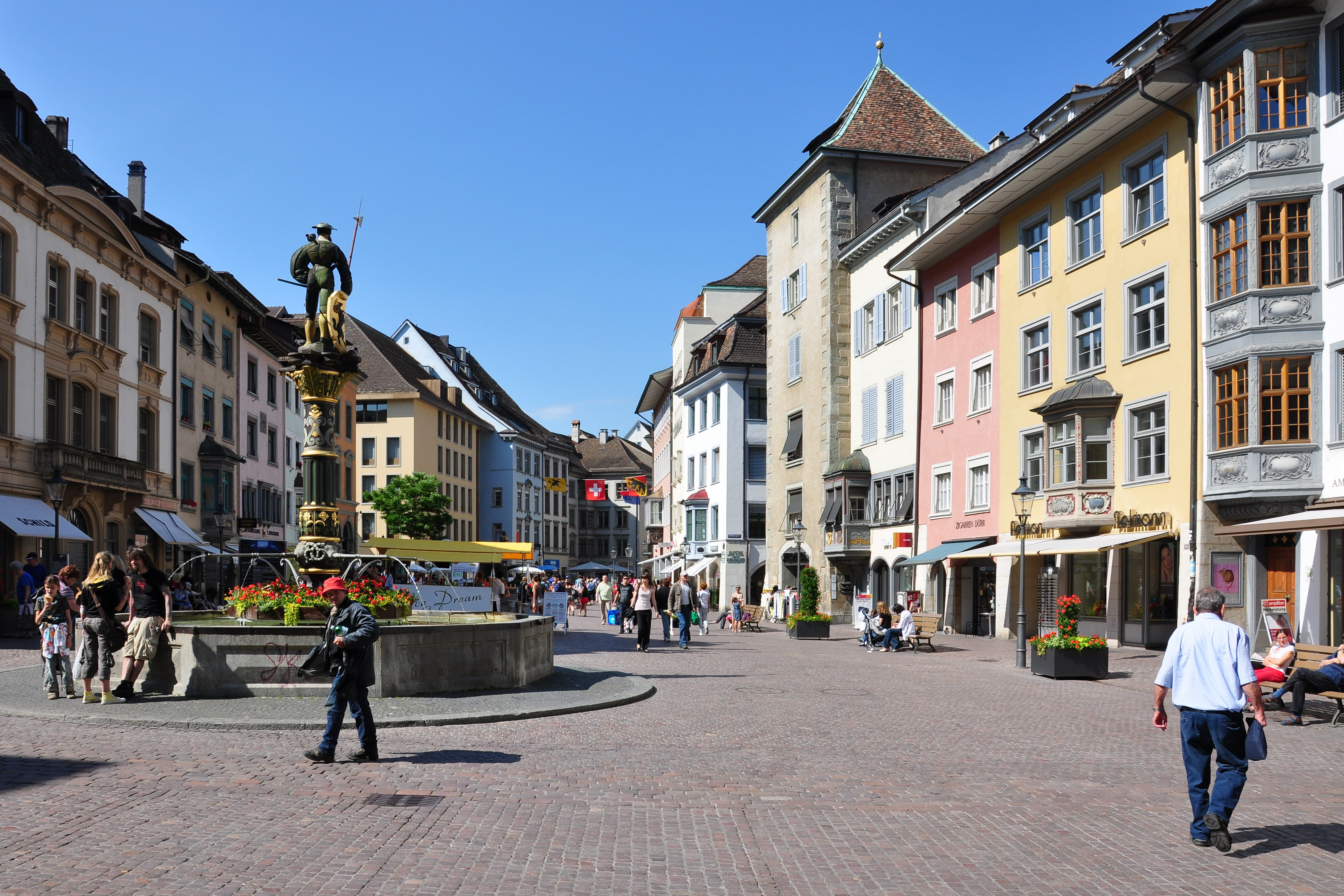
Blick nach Norden in Richtung Vorstadt. Rechts der Turm am Ort, am rechten Bildrand das Haus zum Einhorn.

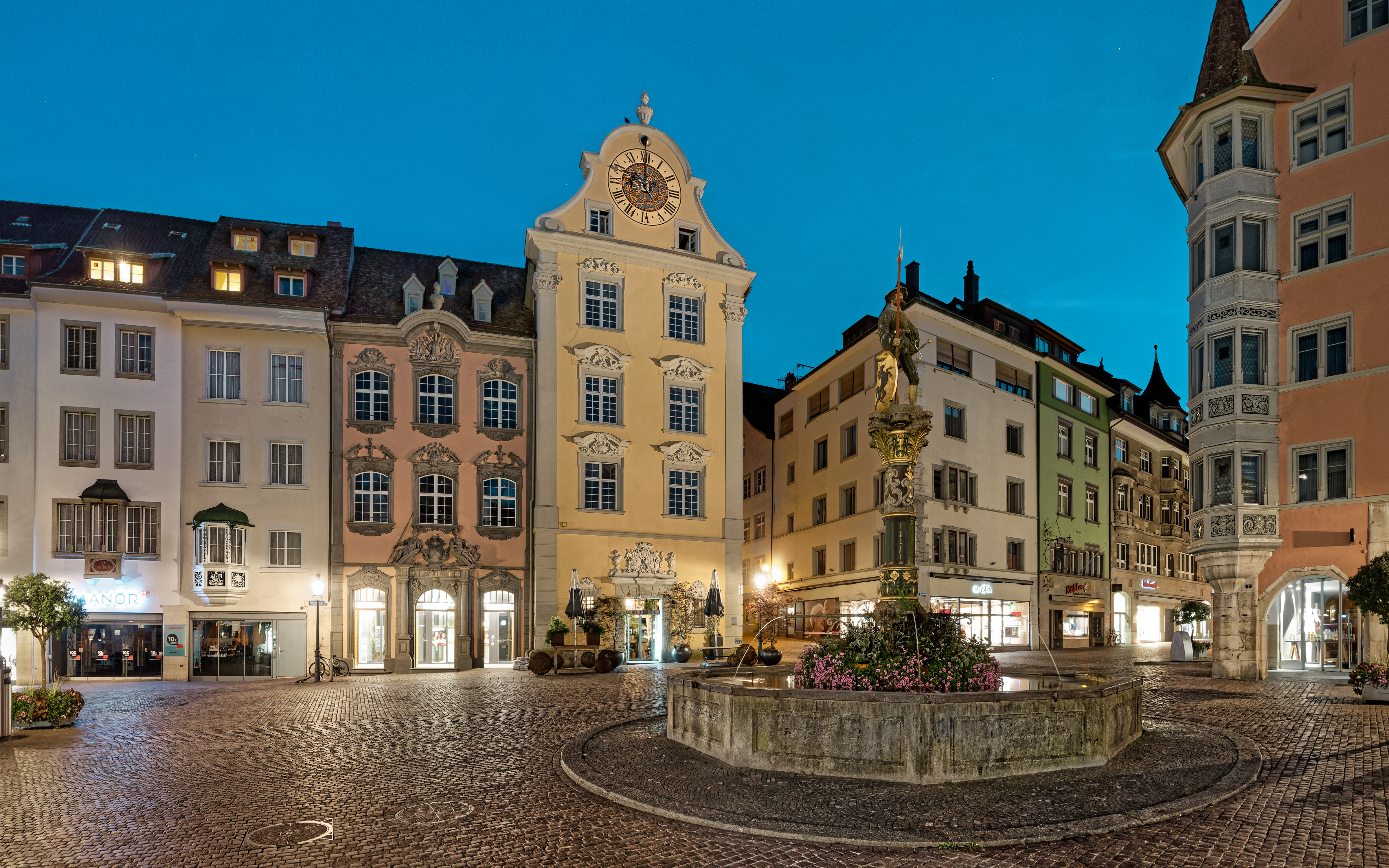
Fronwagplatz in der Dämmerung. Hinten der Fronwagturm, rechts das Haus zur Taube.

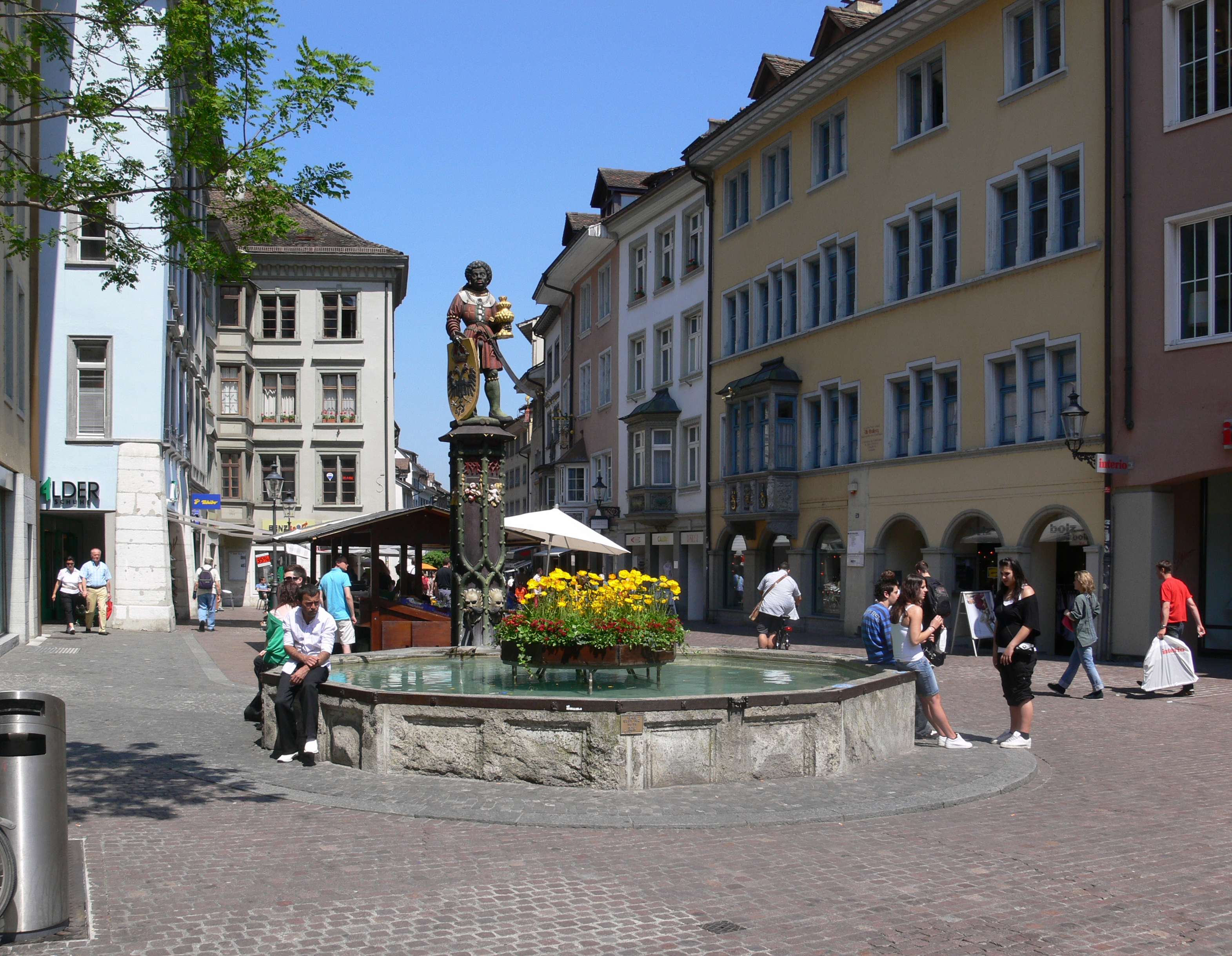
Nordende des Platzes mit Mohrenbrunnen und Grossem Haus.

Der Fronwagplatz ist ein in Schaffhausen gelegener Platz. Er liegt im Zentrum der mittelalterlichen Altstadt und ist das Kernstück der Fussgängerzone. Vom Fronwagplatz führen zwei Hauptachsen in die Altstadt. Die Vordergasse verbindet den Platz nach Osten hin über die Unterstadt mit der Schifflände am Rhein. Nördlich in der Verlängerung des Platzes führt die Vorstadt bis zum Schwabentor, das ein Teil der Stadtbefestigung war. Von Westen her kommend gelangt man vom Obertor über die Oberstadt auf den Fronwagplatz.

## Bauwerke
Am Fronwagplatz liegen zahlreiche Bauwerke, die in der Liste der Kulturgüter in Schaffhausen aufgeführt sind. An der schmalen Südseite überragt als markantestes Gebäude der Fronwagturm den Platz.  In ihm hing früher die grosse Marktwaage, die heute im Museum zu Allerheiligen besichtigt werden kann. Erwähnenswert ist im Giebelfeld des Fronwagturmes die astronomische Uhr von Joachim Habrecht, dem Vater des Isaak Habrecht. Sie stammt aus dem Jahre 1564 und zeigt zehn verschiedene astronomische Funktionen an. Im Dachreiter auf dem Fronwagturm hängt die Glocke der Burgkapelle der Burg Balm. Direkt neben dem Fronwagturm steht das Zunfthaus Herrenstube.
Die Westseite des Platzes dominiert das Haus zur Taube an der Ecke zur Oberstadt. Mit dem Turm am Ort bestimmt ein zweites, turmartiges Gebäude die Ostseite des Platzes. Weiter südlich zur Vordergasse hin liegt das Haus zum Einhorn, weiter nördlich in Richtung Vorstadt das Grosse Haus mit dem Stadtarchiv.
Auf dem Platz stehen zwei Zierbrunnen aus dem 16. Jahrhundert, der Landsknechtbrunnen beim Fronwagturm und der Mohrenbrunnen am nördlichen Platzende.

## Nutzung
Im Mittelalter wurde der Fronwagplatz Am Markt genannt, was seine damalige Nutzung widerspiegelt. Heute wird der Fronwagplatz für verschiedene Veranstaltungen genutzt, zum Beispiel die 1.-Mai-Feier.

## Name
Bis zum Bau der Hochrheinbahn Mitte des 19. Jahrhunderts erfolgte der Warenverkehr mit der Hochrheinschifffahrt. Die Güter mussten wegen des Rheinfalls in Schaffhausen entladen und auf der Strasse zum Rheinfall gebracht werden, wo sie wieder auf Schiffe verladen wurden. Der Weg zum Rheinfall führte über den Fronwagplatz, der gleichzeitig Stapelplatz war. Dort wurden die Güter auf der grossen, öffentlichen Waage – der Fronwaage – gewogen.